# Lăng kính tán sắc

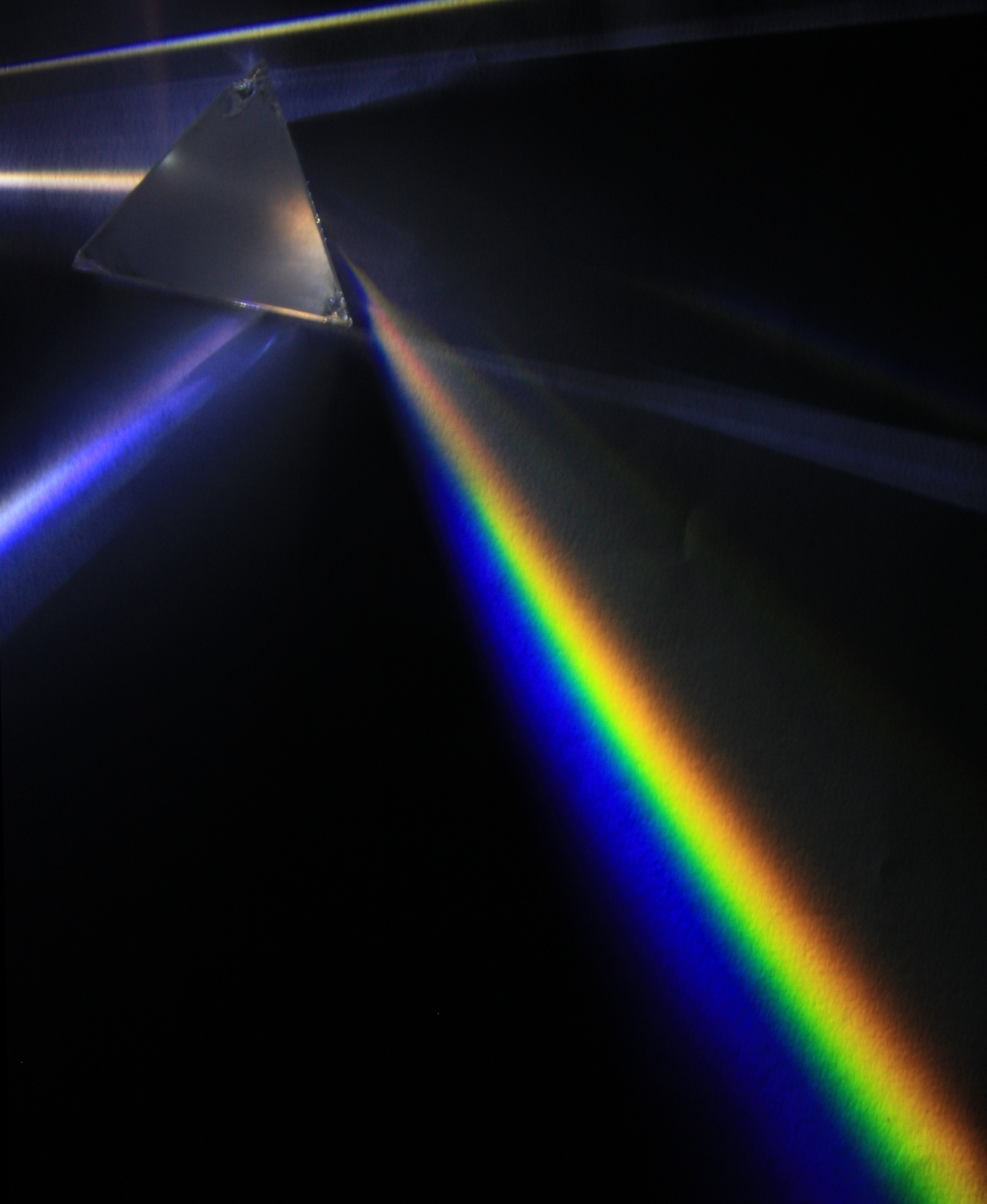
Hình ảnh lăng kính tam giác, ánh sáng tán sắc

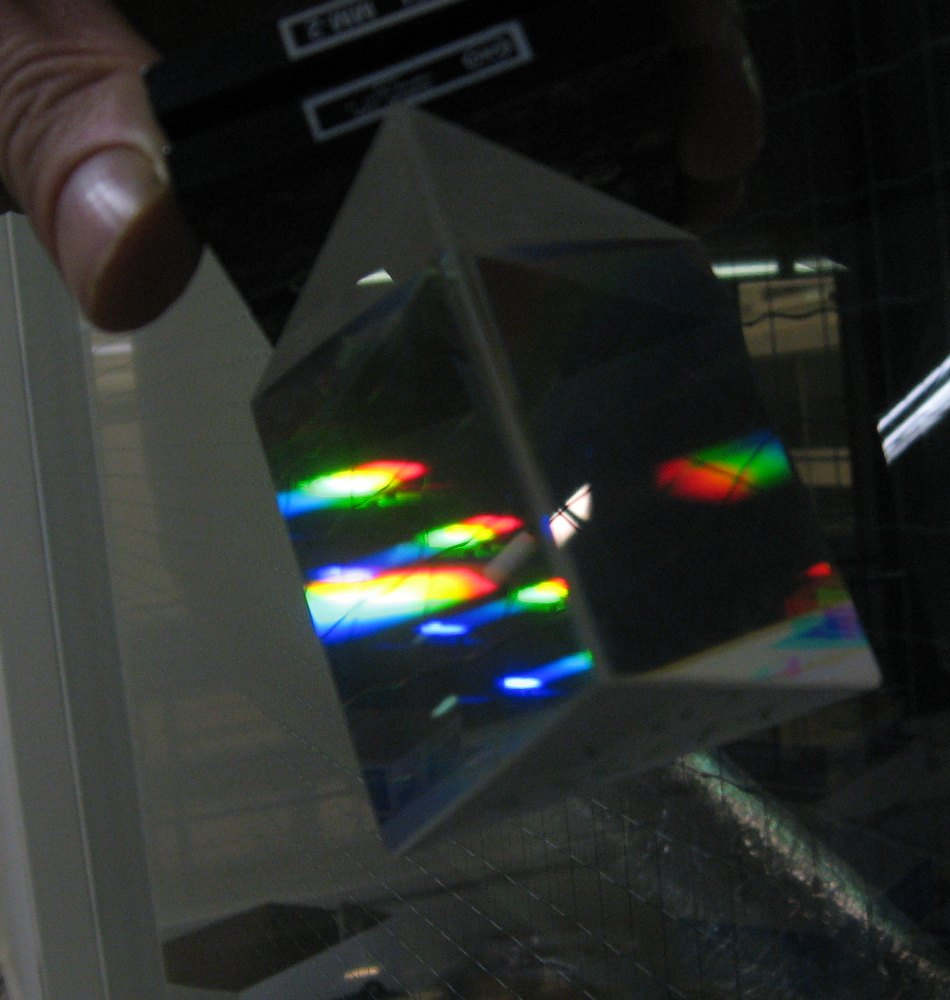
Đèn nhìn qua lăng kính

Trong quang học, lăng kính tán sắc là một lăng kính quang học, thường có hình dạng của một hình lăng trụ tam giác, sử dụng như một thành phần phổ học. Tán sắc quang phổ là tính chất được biết đến nhiều nhất của lăng kính quang học, mặc dù không phải là mục đích thường xuyên nhất của việc sử dụng lăng kính quang học trong thực tế. Lăng kính tam giác được sử dụng để tán sắc ánh sáng, nghĩa là phân tích ánh sáng thành các thành phần quang phổ của nó (màu sắc của cầu vồng). Các bước sóng (màu sắc) khác nhau của ánh sáng sẽ bị lăng kính làm lệch hướng ở các góc khác nhau, tạo ra quang phổ trên máy dò (hoặc nhìn qua thị kính). Đây là kết quả của chiết suất vật liệu (thông thường, nhưng không phải luôn luôn là thủy tinh) thay đổi theo bước sóng. Bằng cách áp dụng định luật Snell, người ta có thể thấy rằng khi bước sóng thay đổi và chiết suất thay đổi, góc lệch của chùm sáng sẽ thay đổi, tách màu sắc (thành phần bước sóng) của ánh sáng theo không gian. Nói chung, bước sóng dài hơn (màu đỏ) do trải qua độ lệch nhỏ hơn bước sóng ngắn hơn (màu xanh) với chiết suất lớn hơn.
Một mô tả toán học hay về sự phân tán của lăng kính đơn được đưa ra bởi Born và Wolf. Trường hợp đa lăng kính tán sắc được nghiên cứu bởi Duarte.
Sự tán sắc ánh sáng trắng thành các màu sắc bởi một lăng kính đã khiến Sir Isaac Newton kết luận rằng ánh sáng bao gồm một hỗn hợp các màu khác nhau, khi kết hợp lại có thể xuất hiện "màu trắng".

## Tổng quan
Mặc dù chiết suất phụ thuộc vào bước sóng trong mọi vật liệu, một số vật liệu có sự phụ thuộc bước sóng mạnh hơn nhiều (phân tán hơn nhiều) so với các vật liệu khác. Kính Crown như BK7 có độ phân tán tương đối nhỏ, trong khi kính flint có độ tán sắc mạnh hơn nhiều (đối với ánh sáng nhìn thấy được) và do đó thích hợp hơn để sử dụng làm lăng kính tán sắc. Hỗn hợp thạch anh và các vật liệu quang học khác được sử dụng ở bước sóng cực tím và hồng ngoại khi mà kính bình thường trở nên mờ đục.
Góc trên cùng của lăng kính (góc của cạnh giữa các mặt vào và ra) có thể được mở rộng để tăng sự tán sắc quang phổ. Tuy nhiên, nó thường được lựa chọn sao cho cả các tia sáng tới và ra đều chiếu vào bề mặt xung quanh góc Brewster; vượt quá góc Brewster, tổn thất phản xạ tăng rất nhiều. Thông thường nhất, lăng kính tán sắc có dạng lăng trụ tam giác đều (góc ở đỉnh 60 độ) là trường hợp phổ biến.

## Các loại
Các loại lăng kính tán sắc bao gồm:
- Lăng kính tam giác
- Lăng kính Abbe
- Lăng kính Pellin Kiếm Broca
- Lăng kính
- Lăng kính hợp chất

## Grating và lăng kính gắn kết
Có sáu cấu hình grating/lăng kính được coi là "kinh điển":
- Paschen-Runge
- Eagle
- Wadsworth
- Ebert-Fasti
- Littrow
- Pfund

## Văn hóa phổ biến
Sự thể hiện của một nghệ sĩ về một lăng kính tán sắc có thể được nhìn thấy trên bìa The Dark Side of the Moon của Pink Floyd, một trong những album bán chạy nhất mọi thời đại. Đồ họa mang tính biểu tượng cho thấy một tia sáng trắng kết hợp đi vào lăng kính và bắt đầu tán sắc, và cho thấy quang phổ rời khỏi lăng kính.